# Jonathan Bottinelli
Jonathan Pablo Bottinelli (* 14. September 1984 in Buenos Aires) ist ein argentinischer ehemaliger Fußballspieler mit italienischen Wurzeln.
Der Innenverteidiger, der bisweilen auch als linker Außenverteidiger eingesetzt wird, stammt aus der Jugendabteilung von CA San Lorenzo de Almagro. Im Jahr 2004 gelang ihm hier der Sprung in den Profikader. Später wurde Bottinelli Kapitän der Mannschaft.
Bottinelli hatte einen großen Anteil am Gewinn der Clausura 2007, dem zehnten Meistertitel von San Lorenzo. Darauf wurde er von Betis Sevilla und dem Stadtrivalen FC Sevilla umworben, ein Wechsel kam jedoch nicht zustande. Schließlich wechselte er im August 2008 zu Sampdoria Genua. Danach wurde er an seinen alten Klub CA San Lorenzo de Almagro verliehen und wechselte danach wieder zurück. Er spielte bis Mitte 2012 für San Lorenzo, ehe er die Gelegenheit bekam, zu River Plate zu wechseln. War er dort in der Saison 2012/13 noch Stammspieler, kam er in der Apertura 2013 nur noch fünfmal zum Einsatz.
Anfang 2014 wechselte Bottinelli auf Leihbasis zu CD Universidad Católica nach Chile. Dort beendete er mit seinem Team die Clausura 2014 als Vizemeister. Er kehrte anschließend zu River Plate zurück, das ihn im August 2014 zum Club León nach Mexiko transferierte. Nach einer Spielzeit wurde sein Vertrag nicht verlängert und er war ein halbes Jahr ohne Klub, ehe er im Januar 2016 bei Arsenal de Sarandí anheuerte. Ab Mitte 2017 spielte er für drei Spielzeiten bei Ligakonkurrent Unión de Santa Fe. Zwei weitere Jahre und drei Statiinen später beendete er seine Laufbahn.
Am 19. April 2007 bestritt Bottinelli gegen Chile sein erstes Länderspiel für die Nationalmannschaft Argentiniens. Im Frühjahr 2011 kam er in zwei weiteren Freundschaftsspielen gegen Paraguay und Polen zum Einsatz.